# 秋山仁教授監修 全脳JINJIN
『秋山仁教授監修 全脳JINJIN』（あきやまじんきょうじゅかんしゅう ぜんのうじんじん、英題：MinDStorm）は、2006年9月1日にアスクより発売されたニンテンドーDS用パズルゲーム。全脳シリーズの第1作目。
タイトルにある通り、数学者の秋山仁が監修している。

## 秋山仁教授監修 全脳JINJIN2
『秋山仁教授監修 全脳JINJIN2』は、2009年2月19日にアスクが発売したニンテンドーDS用のソフトウェアである。全脳シリーズの第3作目。